# Manuel Mireles Vaquera
Manuel Mireles Vaquera (ur. 11 stycznia 1929 w Nieves, zm. 10 sierpnia 2021 w Gómez Palacio) – meksykański duchowny rzymskokatolicki, w latach 1988–2005 prałat terytorialny El Salto.

## Życiorys
Święcenia kapłańskie przyjął 29 maja 1953. 16 października 1982 został prekonizowany biskupem pomocniczym Durango ze stolicą tytularną Casae Calanae. Sakrę biskupią otrzymał 7 grudnia 1982. 28 kwietnia 1988 został mianowany koadiutorem El Salto, a 13 października objął urząd ordynariusza. 28 września 2005 przeszedł na emeryturę.